# Марк Антоний Руф
Марк Антоний Руф (на латински: Marcus Antonius Rufus) e политик и сенатор на Римската империя през 1 век. Произлиза от фамилията Антонии.
От септември до октомври 45 г. Марк Антоний Руф e суфектконсул заедно с Марк Помпей Силван Стаберий Флавиан.